# Sławomir Piechota

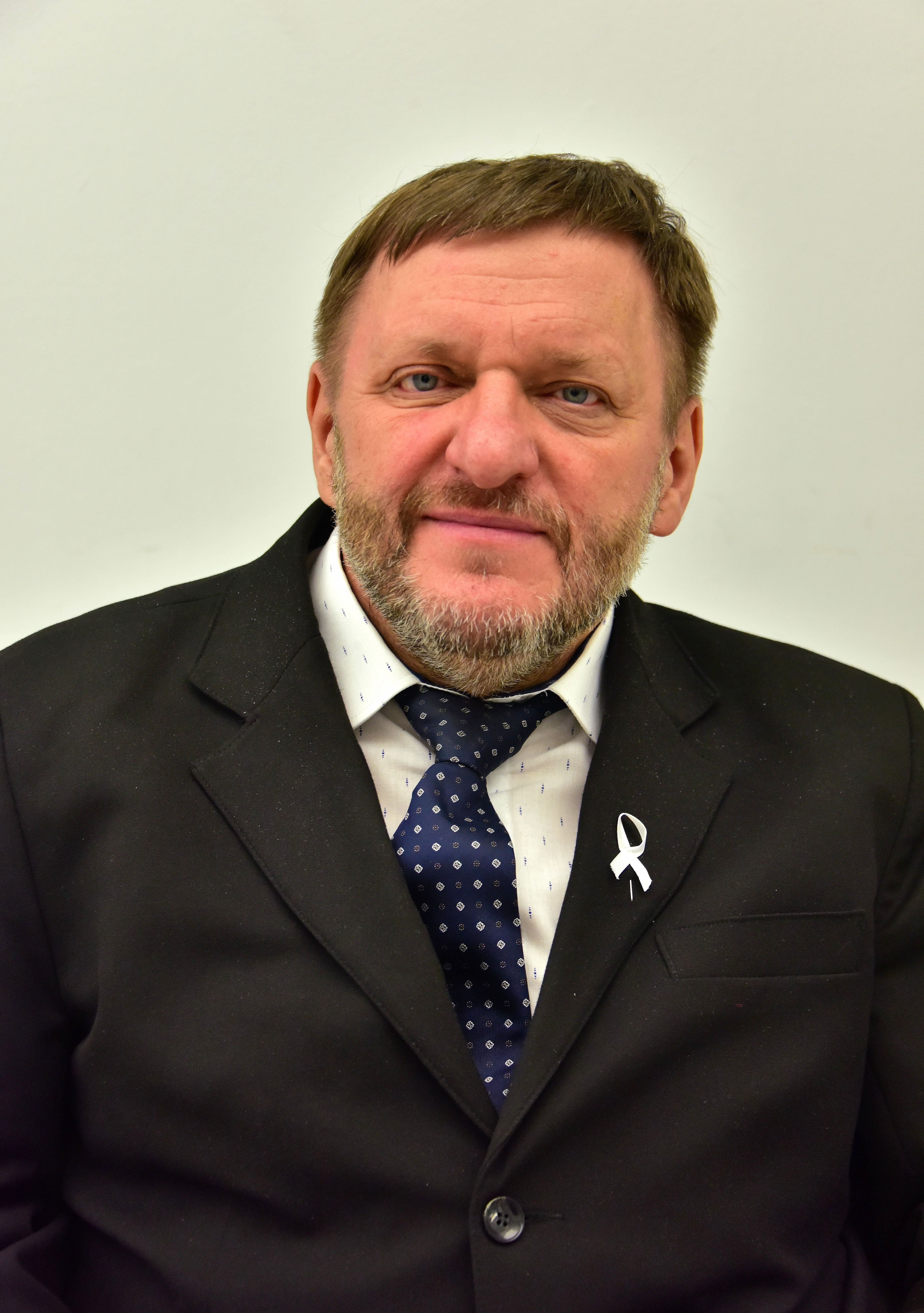
Sławomir Piechota

Sławomir Jan Piechota (* 1. Januar 1960 in Tomaszów Mazowiecki) ist ein polnischer Politiker der Platforma Obywatelska (Bürgerplattform).
Seit seinem 12. Lebensjahr ist Sławomir Piechota auf Grund eines Unfalls querschnittgelähmt.
Er ist Absolvent der Jura-Fakultät der Universität Breslau. Zwischen 1990 und 1994 war er Behindertenbeauftragter der Wojewodschaft Breslau. Weiterhin war er Leiter des Wojewodschaftszentrums für Beschäftigung und Rehabilitierung Behinderter. 1994 wurde er Mitglied des Stadtrates von Breslau, wo er bis 1998 zuerst stellvertretender Vorsitzender und später Vorsitzender war. Vom Januar 1999 bis zum November 2002 war Piechota dann Mitglied des Vorstands der Stadt Breslau. Bei den Parlamentswahlen 2005 konnte Sławomir Piechota einen Sitz im Sejm erringen. Dieses Mandat konnte er bei den vorgezogenen Wahlen 2007 verteidigen. Im Jahr 2010 kandidierte Piechota für den Posten des Stadtpräsidenten Breslaus, musste sich aber Rafał Dutkiewicz geschlagen geben.
Sławomir Piechota ist seit 1985 verheiratet und hat zwei Kinder.